# Aéroport international de Pékin-Capitale
L'aéroport international de Pékin (code IATA : PEK • code OACI : ZBAA) est le principal aéroport de la municipalité de Pékin, capitale de la république populaire de Chine.
Situé au nord-est, à 26 kilomètres du centre de Pékin, dans les districts de Chaoyang (dans une enclave à l'intérieur du district de Shunyi) et de Shunyi, il est géré par la société Beijing Capital International Airport Company Limited, qui est cotée en bourse et fait partie de l'indice H-share Hang Seng.

## Présentation
L'aéroport international de Pékin a été inauguré le 2 mars 1958, date de sa mise en service, la première mise en service d'un aéroport civil de la Chine. À cette époque, seul un petit bâtiment, aujourd'hui appelé l'aéroport du Sud, était utilisé principalement pour les passagers VIP et les avions charters.
Le 1er janvier 1980, le projet est terminé et officiellement mis en service ; il avait une superficie de 60 000 m2.
En 2009, l'aéroport est devenu le premier aéroport asiatique, passant devant Tokyo Haneda. Il est passé au 2e rang mondial en 2010, juste derrière l'aéroport d'Atlanta et a conservé cette place jusqu'en 2019. À partir de 2020, il a subi les conséquences de la Pandémie de Covid-19.

## Situation

### Carte des 50 premiers aéroports de Chine
| \| 500 km1:25 016 000 \| Baotou Canton Changchun Changsha Chengdu-CTU Chengdu-TFU Chongqing Dalian Fuzhou Guilin Guiyang Haikou Hailar Hangzhou Harbin Hefei Hohhot Jinan Jinghong Kunming Lanzhou Lhassa Lijiang Nanchang Nankin Nanning Ningbo Pékin · Capitale Pékin · Daxing Qingdao Quanzhou Sanya Shanghaï-Pudong Shanghaï-Hongqiao Shantou-Chaozhou-Jieyang Shenyang Shenzhen Shijiazhuang Taiyuan Tianjin Ürümqi Wenzhou Wuhan Suzhou Xiamen Xi'an Xining Yantai Yinchuan Zhengzhou Zhuhai-Jinwan |
| 500 km1:25 016 000 |

## Terminaux

Plan de l'aéroport.

L'aéroport dispose de trois terminaux : T1, T2 et T3.
Le terminal 1, le plus petit et le plus ancien des trois, est réservé uniquement aux vols intérieurs de la compagnie Hainan Airlines.
Le terminal 2 est utilisé pour sa partie domestique par les compagnies chinoises China Southern, China Eastern ainsi que pour les vols internationaux des autres compagnies de l'alliance Skyteam.
Le terminal 3, inauguré le 29 février 2008, d'une surface de 98 hectares, est le plus grand terminal d'aéroport au monde, plus grand que l'aéroport de Londres Heathrow.
Il a été construit pour répondre aux difficultés liées à l'accroissement de fréquentation depuis le boom économique et en prévision de l'organisation des Jeux Olympiques d'été de 2008. Il porte à 76 millions le nombre de voyageurs potentiels par an.

## Transports
L'aéroport est desservi par la ligne Airport Express du métro de Pékin, connectée aux lignes 2, 10 et 13 au centre-ville.
Une future ligne ferroviaire est prévu pour rejoindre le nouvel aéroport international de Pékin-Daxing.

## Statistiques

### En graphique
Pour des raisons techniques, il est temporairement impossible d'afficher le graphique qui aurait dû être présenté ici.

Voir la requête brute et les sources sur Wikidata.

### En tableau
| Année | Passagers   | Évolution sur un an | Rang mondial | Mouvements | Rang mondial | Cargo (tonnes) | Rang mondial |
| --- | ----------- | ------------------- | ------------ | ---------- | ------------ | -------------- | ------------ |
| 2002 | 27 159 665  | 12,3 %              | 26           | 242 338    |              | 669 347        | 25           |
| 2003 | 24 283 818  | 10,6 %              | > 30         | 233 776    |              | 662 141        | 26           |
| 2004 | 34 883 190  | 43,6 %              | 20           | 304 882    |              | 668 690        | 27           |
| 2005 | 41 004 008  | 17,5 %              | 15           | 341 681    |              | 782 066        | 24           |
| 2006 | 48 654 685  | 18,7 %              | 9            | 376 643    | 30           | 1 028 908      | 20           |
| 2007 | 53 583 664  | 10,1 %              | 9            | 399 697    | 23           | 1 192 553      | 20           |
| 2008 | 55 937 289  | 4,4 %               | 8            | 431 670    | 21           | 1 365 768      | 18           |
| 2009 | 65 372 012  | 16,9 %              | 3            | 488 505    | 10           | 1 475 649      | 14           |
| 2010 | 73 948 113  | 13,1 %              | 2            | 517 584    | 8            | 1 551 471      | 15           |
| 2011 | 78 674 513  | 6,4 %               | 2            | 533 166    |              | 1 640 232      |              |
| 2012 | 81 929 689  | 4,1 %               | 2            | 557 167    |              | 1 787 027      |              |
| 2013 | 83 712 355  | 2,2 %               | 2            | 567 759    |              | 1 843 681      |              |
| 2014 | 86 130 390  | 2,9 %               | 2            | 581 952    |              | 1 848 251      |              |
| 2015 | 89 938 628  | 4,4 %               | 2            | 594 785    |              | 1 843 543      |              |
| 2016 | 94 393 454  | 5,0 %               | 2            | 606 086    |              | 1 831 167      |              |
| 2017 | 95 786 442  | 1,5 %               | 2            | 597 259    |              | 2 029 583      |              |
| 2018 | 100 983 290 | 5,4 %               | 2            | 614 022    |              | 2 074 005      |              |
| 2019 | 100 013 642 | 0,6 %               | 2            | 594 000    |              | 1 955 286      |              |
| 2020 | 34 513 827  | 65,5 %              | 6            | 291 498    |              | 1 787 027      |              |
| 2021 | 32 639 013  | 5,4 %               |              | 297 176    |              | 1 401 313      |              |
| 2022 | 12 703 342  | 61,1 %              |              | 157 630    |              | 988 675        |              |
| Source 2002-2010 : Conseil international des aéroports Source 2002-2005 et 2011 : Administration de l'aviation civile de Chine, Source 2015-2020 : Liste des aéroports les plus fréquentés du monde par nombre de passagers |             |                     |              |            |              |                |              |

## Galerie

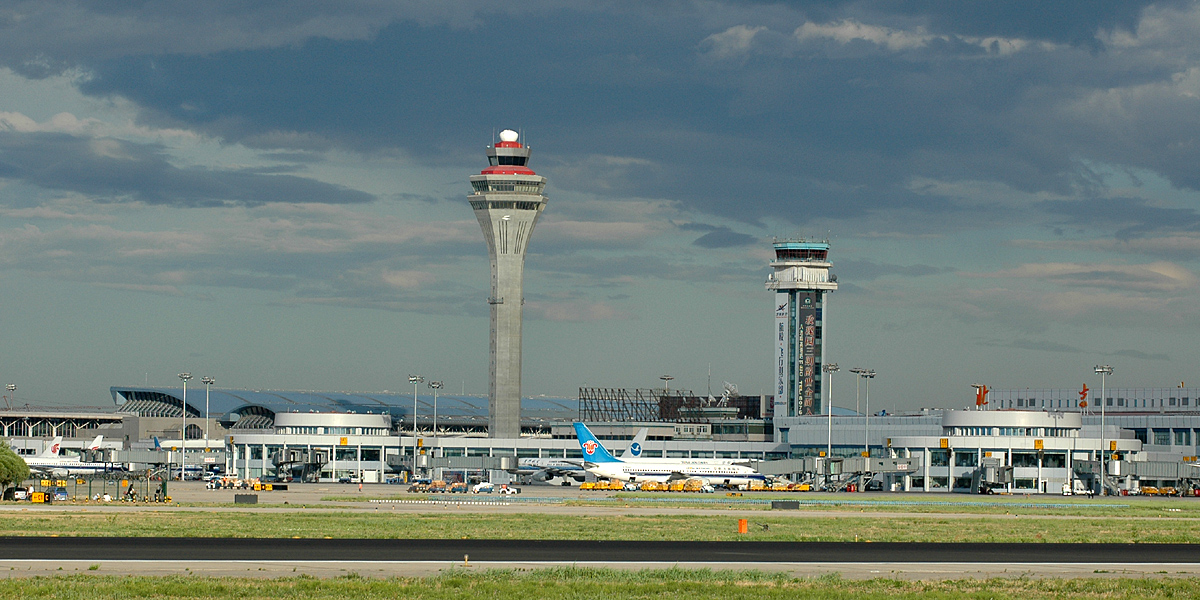
L'aéroport international de Pékin.
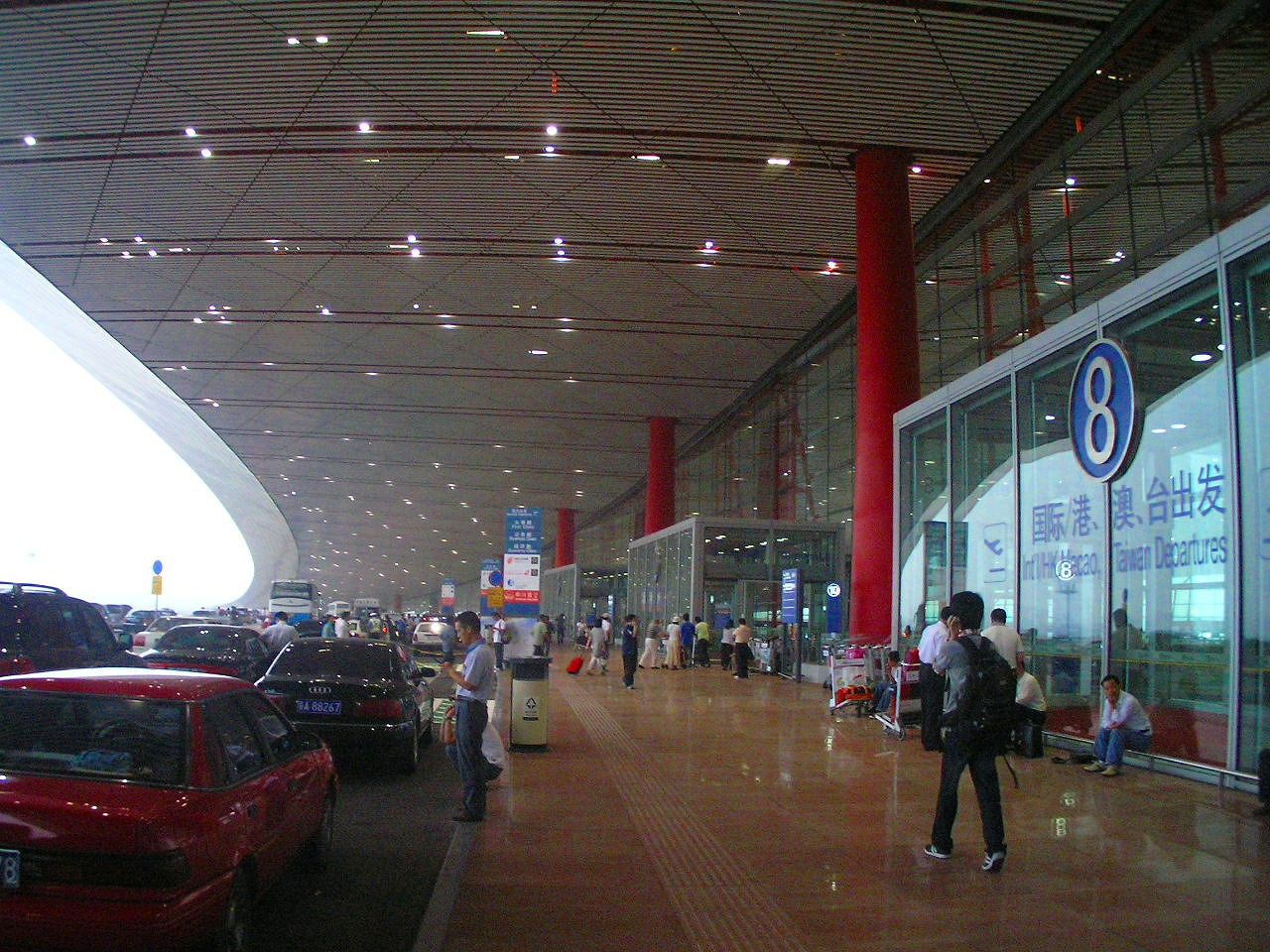
BCIA Terminal 3 building.
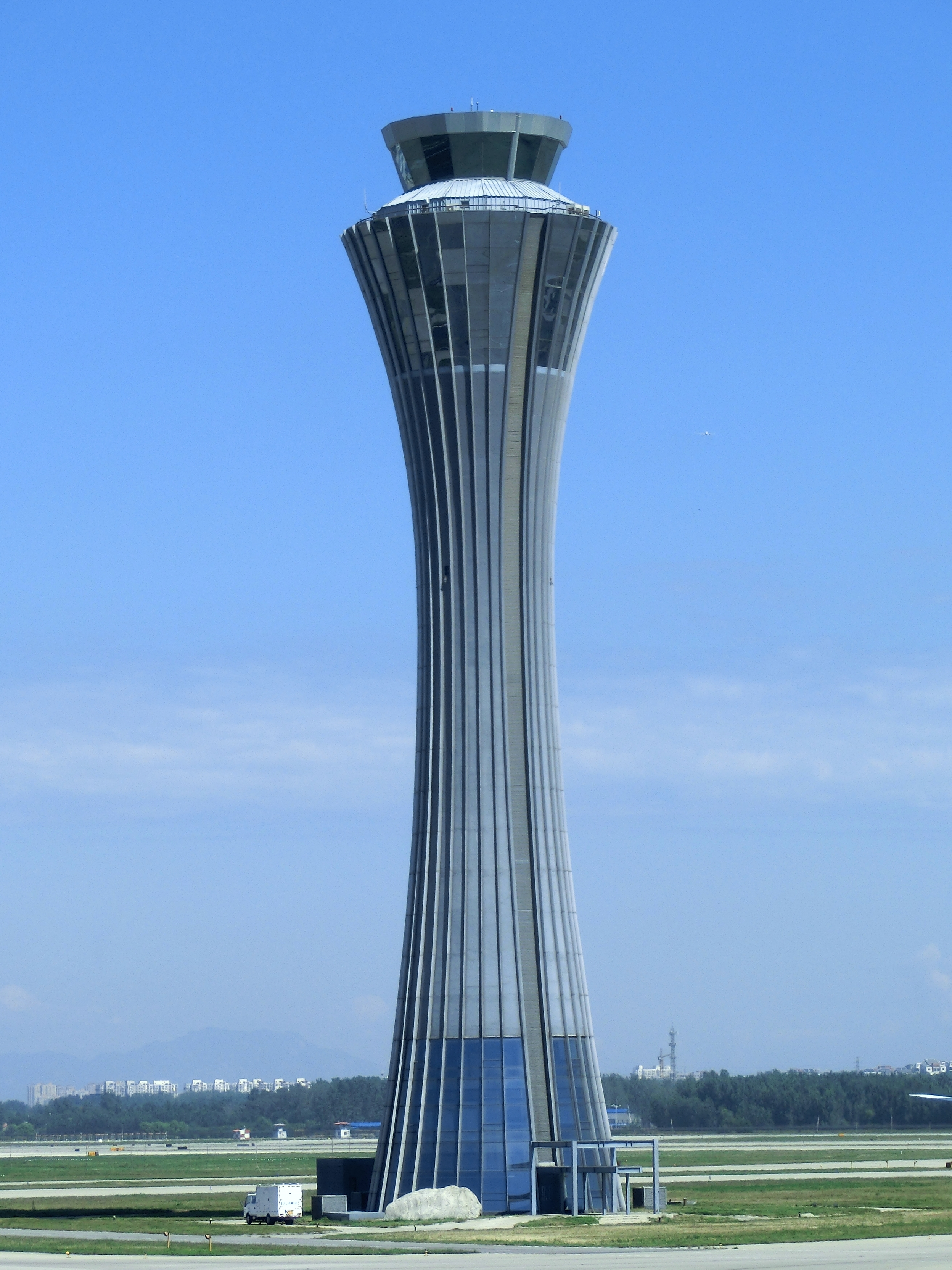
Tour de contrôle du Terminal 3.
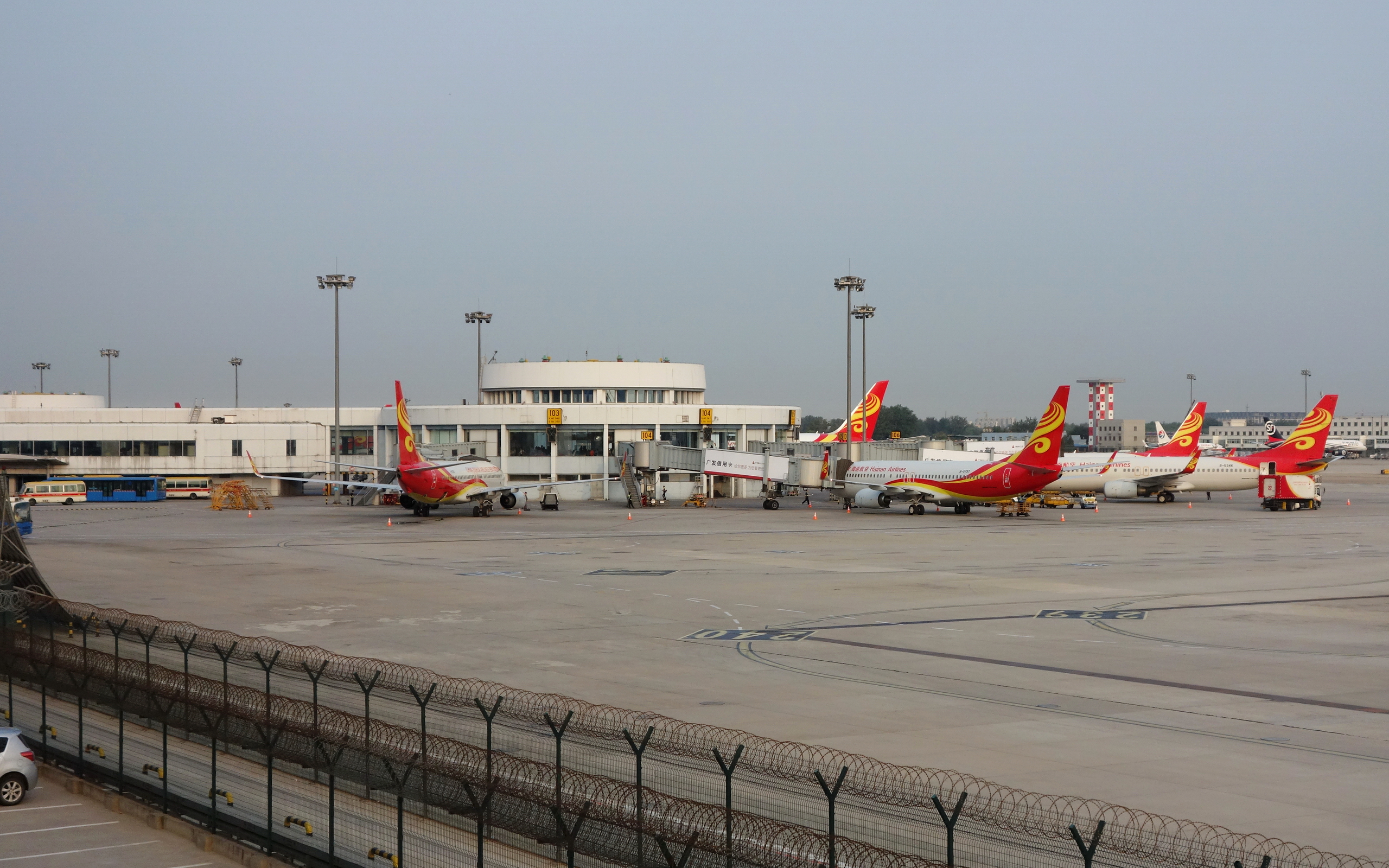
Le terminal 1 avec une flotte exclusive de Hainan Airlines.
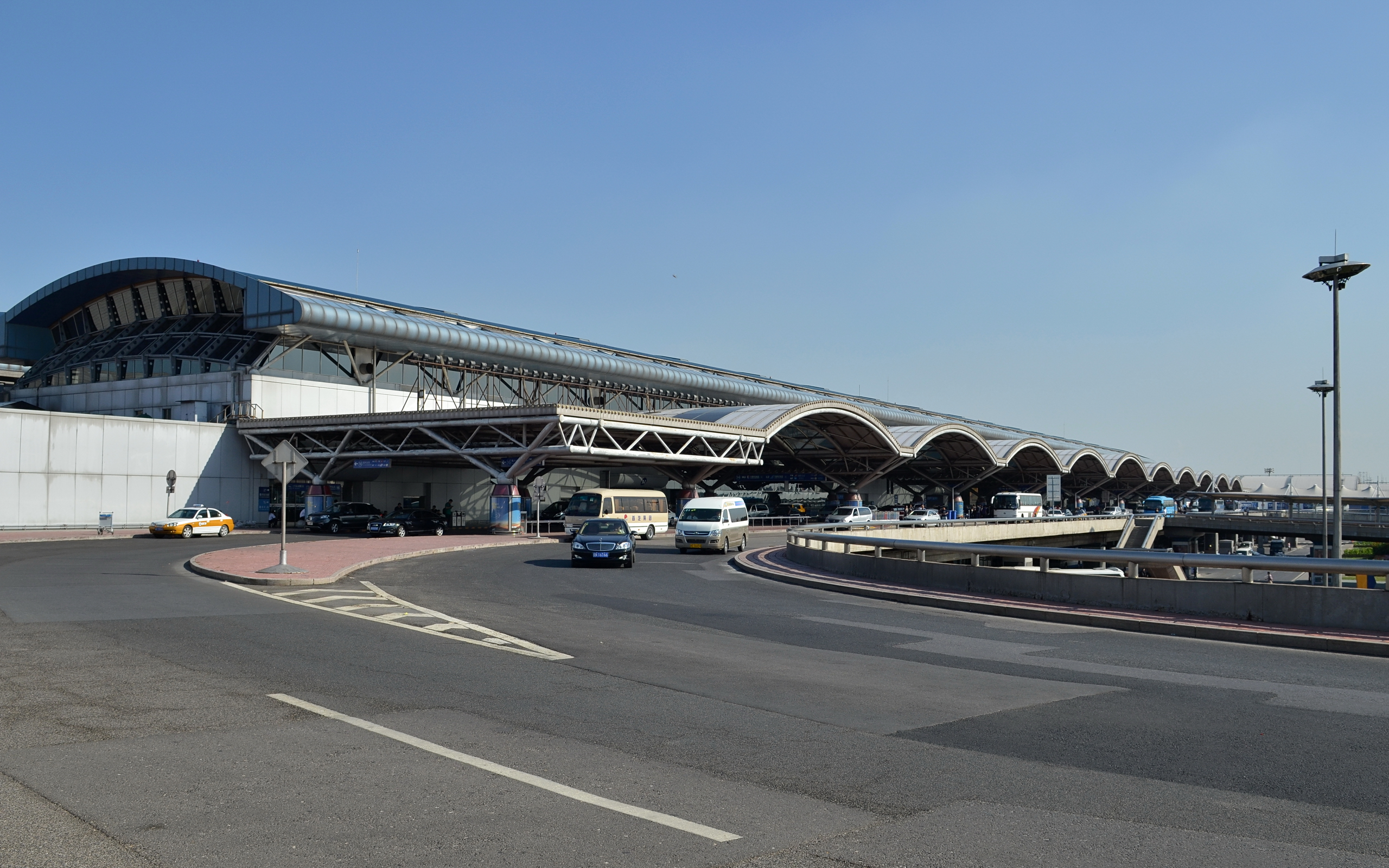
Terminal 2
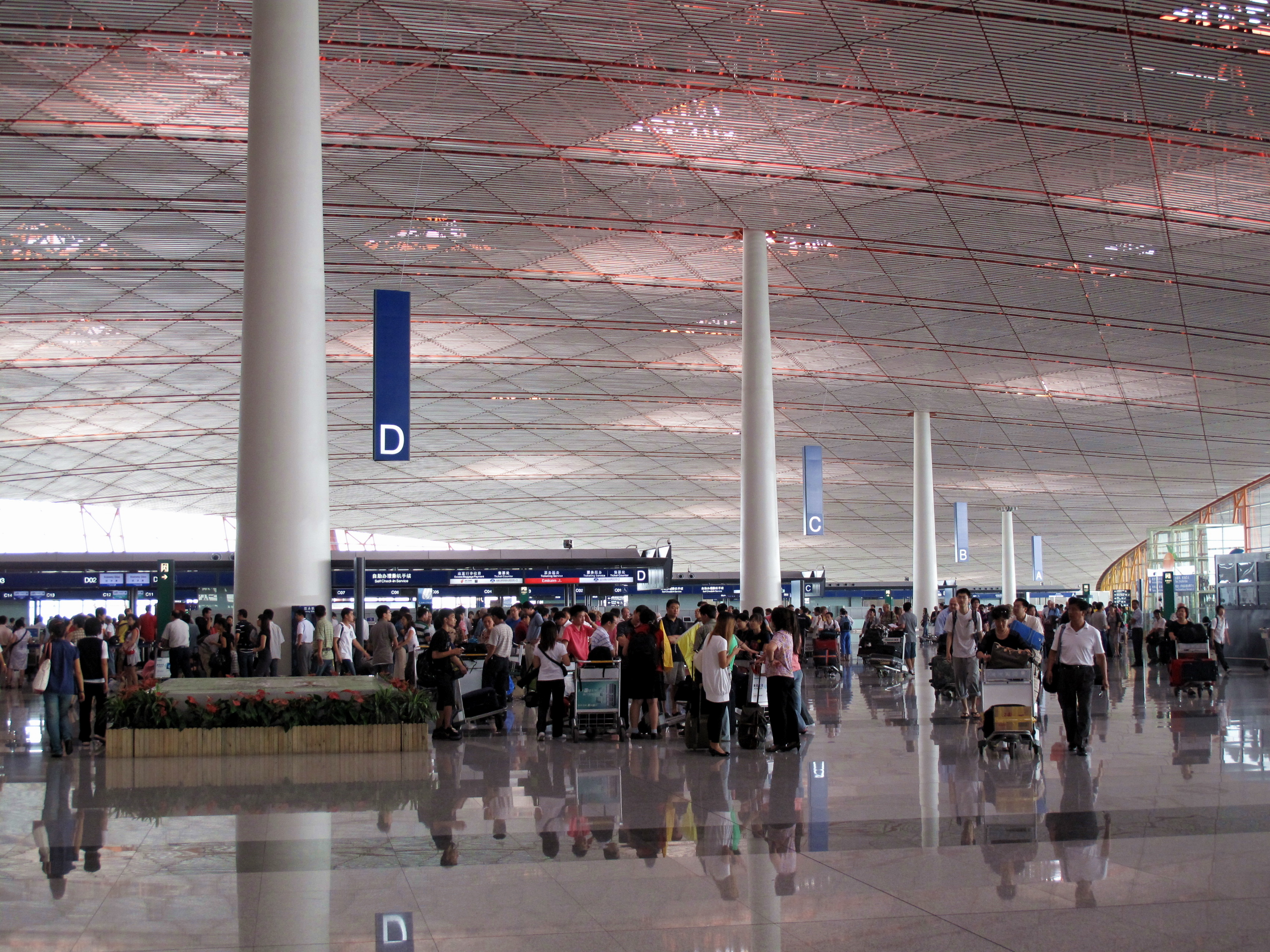
Terminal 3

## Compagnies aériennes et destinations
| Compagnies                      | Destinations |
| ------------------------------- | --- |
| Air Algérie                     | Alger-Houari-Boumédiène |
| Air Astana                      | Almaty |
| Air China                       | - Aksou (en) - Athènes E.-Venizélos - Auckland - Bangkok-Suvarnabhumi - Baotou-Donghe - Barcelone-El Prat - Beihai-Fucheng - Budapest-Ferenc Liszt - Pusan-Gimhae - Canton-Baiyun - Changchun - Changsha - Changzhi-Wangcun (en) - Changzhou - Chengdu-Shuangliu - Chengdu-Tianfu - Chiang Mai - Chifeng - Tchita (Kadala) (en) - Chongqing-Jiangbei - Copenhague-Kastrup - Dali - Dalian-Zhoushuizi - Dandong (en) - Daqing - Dacca-Shah Jalal - Dubaï - Dunhuang - Francfort - Fukuoka - Fuyang (en) - Fuyuan Dongji (en) - Fuzhou-Chánglè - Genève-Cointrin - Guangyuan Panlong - Guilin-Liangjiang - Guiyang - Haikou - Hailar - Hami (en) - Hangzhou-Xiaoshan - Hanoï-Nội Bài - Harbin Taiping - Hefei - Hiroshima - Hô Chi Minh Ville (Tân Sơn Nhất) - Hong Kong - Hotan (en) - Huai'an - Huizhou Pingtan (en) - Islamabad-Benazir Bhutto - Istanbul - Djakarta-S.-Hatta - Jeju - Jiamusi (en) - Jiansanjiang (en) - Shantou-Chaozhou-Jieyang - Jingdezhen - Ji'an - Johannesbourg OR Tambo - Karachi-Jinnah - Karamay (en) - Kachgar-Kashi - Korla - Kuala Lumpur - Kunming-Changshui - La Havane-José Martí - Lanzhou - Lhassa-Gonggar - Lianyungang-Huaguoshan - Lijiang - Linfen (zh) - Londres-Gatwick - Londres-Heathrow - Los Angeles - Lüliang (zh) - Madrid-Barajas - Manille-N. Aquino - Manzhouli - Melbourne-Tullamarine - Mianyang Nanjiao - Milan-Malpensa - Minsk - Moscou Chérémétiévo - Mudanjiang - Munich-F. J. Strauß - Nagoya-Chūbu - Okinawa-Naha - Nanchang-Changbei - Nankin - Nanning - Nantong Xingdong - New York-John F. Kennedy - Ningbo - Noursoultan - Nyingchi (zh) - Ordos Ejin Horo - Osaka-Kansai - Oulan-Bator-Gengis Khan (nouveau) - Paris-Charles de Gaulle - Phnom Penh - Phuket - Qingdao-Jiaodong - Qiqihar-Sanjiazi - Quzhou (en) - Rangoun (Yangon) - Riyad-roi Khaled - Rome Léonard-de-Vinci/Fiumicino - San Francisco - Sanya-Phénix - São Paulo/Guarulhos - Shin-Chitose - Sendai - Séoul-Gimpo - Séoul-Incheon - Shanghai-Hongqiao - Shanghai-Pudong - Shangrao Sanqingshan - Shaoyang (en) - Shenyang - Shenzhen-Bao'an - Shihezi Huayuan Airport (en) - Shiyan Wudangshan (en) - Singapour-Changi - Songyuan Chaganhu (en) - Stockholm-Arlanda - Sydney-K. Smith - Taïwan-Taoyuan - Taiyuan-Wusu - Taizhou (Zhejiang) (en) - Tokyo-Haneda - Tokyo-Narita - Tonghua - Ulan hot - Ürümqi-Diwopu - Vancouver - Varsovie-Chopin - Vienne-Schwechat - Washington-Dulles - Wēihǎi - Wenzhou-Longwan - Wuhan - Xiamen-Gaoqi - Xi'an-Xianyang - Xichang (en) - Xilinhot (en) - Xining-Caojiabao - Yan An - Yancheng - Taizhou (Jiangsu) (en) - Yanji - Yantai - Yibin Wuliangye (en) - Yichang - Yichun-Mingyueshan - Yinchuan Hedong - Yining - Yiwu - Yuncheng - Zhangjiajie - Zhanjiang-Wuchuan - Zhengzhou - Zhuhai |
| Air China Inner Mongolia        | - Bayannur (zh) - Hengyang - Hohhot - Nanning - Ningbo - Ordos Ejin Horo - Tongliao (en) - Wēihǎi - Xiamen-Gaoqi - Yinchuan Hedong - Zhuhai |
| Air France                      | Paris-Charles de Gaulle |
| Air Koryo                       | Pyongyang - Sunan |
| Air Macau                       | Macao |
| All Nippon Airways              | Osaka-Kansai, Tokyo-Haneda |
| Asiana Airlines                 | Séoul-Gimpo, Séoul-Incheon |
| Azerbaijan Airlines             | Bakou-H. Aliyev |
| Cathay Pacific                  | Hong Kong |
| China Airlines                  | Taïwan-Taoyuan |
| China Eastern Airlines          | Shanghai-Hongqiao |
| Dalian Airlines                 | - Changsha, - Dalian-Zhoushuizi, - Ganzhou Huangjin, - Huangshan-Tunxi, - Liuzhou, - Nanning, - Ningbo, - Xiamen-Gaoqi, - Xi'an-Xianyang |
| EgyptAir                        | Le Caire |
| Emirates                        | Dubaï |
| Ethiopian Airlines              | Addis-Abeba Bole |
| EVA Air                         | Taïwan-Taoyuan |
| Grand China Air                 | - Guilin-Liangjiang - Hailar - Harbin Taiping - Jiujiang - Manzhouli - Yinchuan Hedong |
| Hainan Airlines                 | - Altay - Anqing-Tianzhushan (en) - Bangkok-Suvarnabhumi - Belgrade-Nikola-Tesla - Berlin-Brandebourg - Boston Logan - Bruxelles-National - Canton-Baiyun - Changchun - Changsha - Chengdu-Shuangliu - Chongqing-Jiangbei - Dalian-Zhoushuizi - Dongying (en) - Dublin - Fuzhou-Chánglè - Guilin-Liangjiang - Guiyang - Haikou - Hangzhou-Xiaoshan - Harbin Taiping - Irkoutsk - Jiamusi (en) - Jixi Xingkaihu (en) - Kachgar-Kashi - Kunming-Changshui - Lanzhou - Longnan Chengzhou (en) - Manchester - Manzhouli - Mexico-B. Juárez - Moscou Chérémétiévo - Mudanjiang - Nanchang-Changbei - Nanning - Osaka-Kansai - Phuket - Prague-Václav-Havel - Qianjiang Wulingshan (en) - Qingyang (en) - Qionghai-Bo'ao (en) - Saint-Pétersbourg-Poulkovo - Sanya-Phénix - Seattle-Tacoma - Shanghai-Hongqiao - Shanghai-Pudong - Shenzhen-Bao'an - Taïwan-Taoyuan - Tel Aviv - Ben Gourion - Tijuana-A. L. Rodríguez - Tokyo-Narita - Ürümqi-Diwopu - Wenzhou-Longwan - Wuhai (zh) - Wuhan - Xiamen-Gaoqi - Xi'an-Xianyang - Jinghong Xishuangbanna Gasa - Yan An - Yichang - Yinchuan Hedong - Yueyang - Yulin (en) En saison : Édimbourg |
| Hong Kong Airlines              | Hong Kong |
| Iraqi Airways                   | Bagdad, Bassorah |
| Japan Airlines                  | Tokyo-Haneda |
| Jeju Air                        | Jeju |
| Jiangxi Air                     | Nanchang-Changbei |
| KLM                             | Amsterdam |
| Korean Air                      | Pusan-Gimhae, Jeju, Séoul-Gimpo, Séoul-Incheon |
| Loong Air                       | Hangzhou-Xiaoshan |
| Loong Air                       | Hangzhou-Xiaoshan, Yulin (en) |
| LOT Polish Airlines             | Varsovie-Chopin |
| Lucky Air                       | Kunming-Changshui |
| Lufthansa                       | Francfort, Munich-F. J. Strauß |
| Mahan Air                       | Téhéran-Imam-Khomeini |
| MIAT Mongolian Airlines         | Oulan-Bator-Gengis Khan (nouveau) |
| Pakistan International Airlines | Islamabad-Benazir Bhutto |
| Philippine Airlines             | Manille-N. Aquino |
| Shandong Airlines               | Fuzhou-Chánglè, Qingdao-Jiaodong, Xiamen-Gaoqi, Yantai, Zhuhai |
| Shenzhen Airlines               | - Chengdu-Shuangliu - Nanning - Nantong Xingdong - Quanzhou Jinjiang - Shenzhen-Bao'an - Wuxi/Suzhou - Xiangyang-Luiji - Yichun-Mingyueshan |
| Sichuan Airlines                | - Chengdu-Shuangliu - Chengdu-Tianfu - Chongqing-Jiangbei - Kachgar-Kashi - Kunming-Changshui - Le Caire - Mianyang Nanjiao - Sanya-Phénix - Wanzhou-Wuqiao - Wuyishan (en) - Xichang (en) - Jinghong Xishuangbanna Gasa - Yibin Wuliangye (en) - Zhongwei |
| Singapore Airlines              | Singapour-Changi |
| Thai Airways International      | Bangkok-Suvarnabhumi |
| Tibet Airlines                  | Chengdu-Shuangliu, Lhassa-Gonggar, Qamdo Bamda |
| Turkish Airlines                | Istanbul |
| Turkmenistan Airlines           | Achgabat |
| United Airlines                 | San Francisco |
| Uzbekistan Airways              | Tachkent |
| Vietnam Airlines                | Cam Ranh, Hanoï-Nội Bài |

Édité le 29/03/2020  Actualisé le 21/07/2024